# Подбородочный симфиз

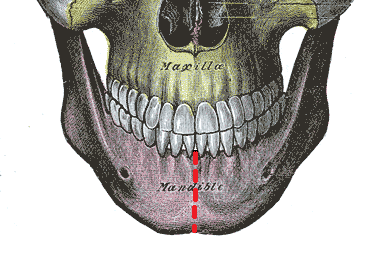
Линия симфиза показана пунктиром

Подбородочный симфиз или симфиз нижней челюсти (лат. Symphysis mandibulae или Symphysis mentalis) - в анатомии человека это соединение костей правой и левой половины нижней челюсти посредством хряща, расположенный между ними. 
В некоторых источниках данное сочленение костей не относят к симфизам, так как оно образуется из мезодермы челюстной дуги и обычно окостеневает на первом году жизни.

## Использованная литература
- Хомутов А. Е. Антропология. — Ростов н/Д: Феникс, изд. 3-е, 2004. С. 218—220. ISBN 5-222-05286-9